# Edbaye Ehl Guelaye
Edbaye Ehl Guelaye este o comună din departamentul M'Bout, Regiunea Gorgol, Mauritania, cu o populație de 6.420 locuitori.